# Grisette (bier)
Grisette is een Belgisch bier van hoge gisting.
Het bier wordt gebrouwen in Brasserie St-Feuillien te Le Rœulx. Grisette is eigenlijk een oud (en zeer lokaal) biertype. Tussen 1900 en 1950 brouwden zo’n 50 Belgische brouwerijen (waarvan 42 gelegen in de provincie Henegouwen) hun eigen grisette, een amberkleurig, sterk gehopt bier met een uitgesproken bitterheid.

## Varianten
- Blanche, stroblond witbier met een alcoholpercentage van 5,5%
- Blonde, blond glutenvrij bier met een alcoholpercentage van 4,5%
- Cérise, rood fruitbier op basis van witbier, met een alcoholpercentage van 3,5%
- Fruits des Bois, purperrood fruitbier op basis van witbier, met een alcoholpercentage van 3,5%